# Andrzej Sobol-Jurczykowski
Andrzej Sobol-Jurczykowski (ur. 4 lutego 1941, zm. 2 listopada 2020) – polski tłumacz literatury hiszpańskojęzycznej.
Studiował filologię romańską na Uniwersytecie Warszawskim i historię sztuki na Universidad Autónoma w Barcelonie. W latach 1969–1986 mieszkał w Hiszpanii.
Tłumacz literatury z francuskiego, angielskiego, włoskiego i hiszpańskiego. Przełożył sto kilkadziesiąt opowiadań ponad 30 autorów, głównie w czasopismach literackich oraz przeszło 40 książek. Specjalizuje się w twórczości J.L. Borgesa (przetłumaczył 22 z jego zbiorów poezji, esejów i opowiadań; opracował jego „Wybór poezji” zawierający przeszło 300 wierszy).
W 1975 otrzymał Nagrodę Pegaza za przekłady poetyckie. jest laureatem Nagrody Polskiego PEN Clubu za całokształt pracy przekładowej za 1998 rok.